# Microplanus mollis
Microplanus mollis là một loài nhện trong họ Linyphiidae. Loài này được phát hiện ở Colombia.